# Термозапобіжник

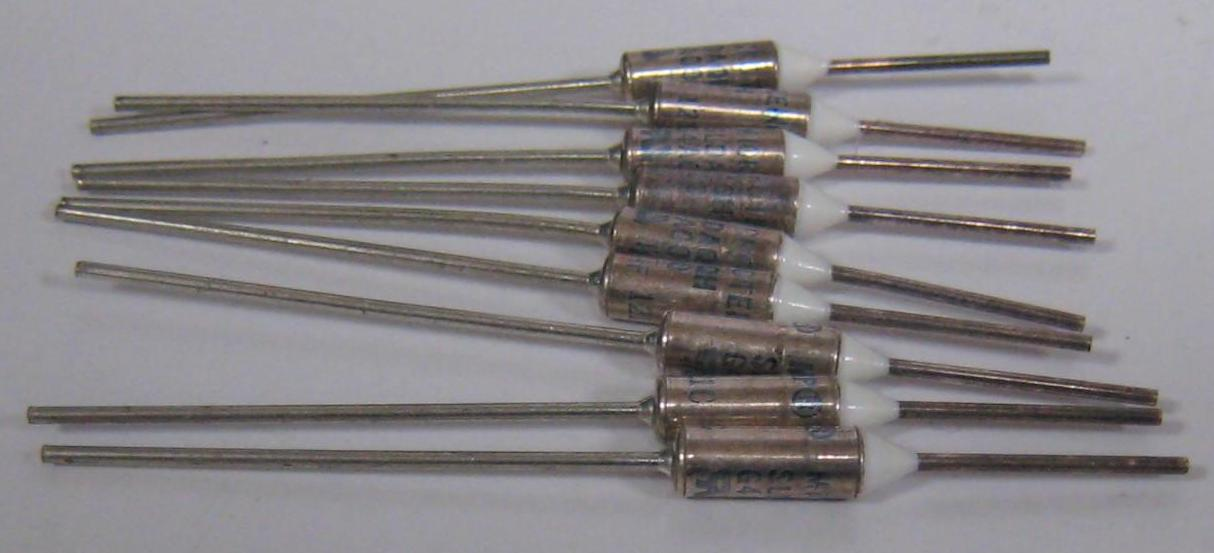
Одноразові термозапопіжники.

Термозапобіжник (термічний запобіжник, тепловий запобіжник) — електротехнічний пристрій безпеки, що перериває електричний струм при нагріванні до певної температури. Існують термозапобіжники одноразового та багаторазового (відновлювані та самовідновлювані) застосування.